# Arrondissement Châteaubriant
Das Arrondissement Châteaubriant war bis am 31. Dezember 2016 eine Verwaltungseinheit im französischen Département Loire-Atlantique innerhalb der Region Pays de la Loire mit zuletzt 129.284 Einwohnern (Stand 1. Januar 2014) und einer Fläche von 2148 km². Verwaltungssitz (Unterpräfektur) war Châteaubriant. Om Arrondissement lagen zehn Wahlkreise (Kantone) und 53 Gemeinden.
Durch die Fusion am 1. Januar 2017 mit dem Arrondissement Ancenis wurde das neue Arrondissement Châteaubriant-Ancenis gebildet.

## Ehemalige Wahlkreise
- Kanton Blain
- Kanton Châteaubriant
- Kanton Derval
- Kanton Guémené-Penfao
- Kanton Moisdon-la-Rivière
- Kanton Nort-sur-Erdre
- Kanton Nozay
- Kanton Rougé
- Kanton Saint-Julien-de-Vouvantes
- Kanton Saint-Nicolas-de-Redon